# Magyary-Kossa Péter
Nagy-sarlói Magyary-Kossa Péter (1671– Aranyos (Komárom megye), 1720. június 12.) református szuperintendens.

## Élete
Magyary-Kossa János földbirtokos (aki száznégy évet élt, 1606-1710-ig) és literáti Fogthűi Katalin fia. Debrecenben 1689. július 12-én a felső osztályba lépett és ugyanott végezte a teológiát 1696-ban, amikor a belgiumi akadémiára ment és augusztus 29-én iratkozott be a franekeri egyetemre, ahol Campegius Vitringa tanítványa volt. Visszatérve Ekelen, majd Aranyoson (Komárom megye) volt református prédikátor, 1702-ben esperes és 1711. november 3-án a felső-dunamelléki kerület szuperintendensének választották. Felszentelése csak 1713. április 2-án történt meg a Kocson (Komárom megye) tartott generális gyűlésen Patay János dunamelléki szuperintendens által. Az elhanyagolt egyházkerületet ő hozta rendbe; ő alatta kezdtek az egyházak rendes jegyzőkönyveket és anyakönyveket vezetni. Az elűzött lelkészek helyett Komáromban is többször tartott istentiszteletet.

## Munkája
- Dissertatio Theologica De KATAPA TOY NOMOY Seu Execratione Legis Quam, ... Sub Praesidio ... Johannis Kocsi ... Publicè ventilandam proponit ... Debrecini, 1696.

Mikor püspök lett, kánonokat készített, melyeknek főbb részei: 1. De senioribus, 2. De ministris ecclesiarum, 3. De grege Christi, 4. De Scholarum ribus, 6. Regulae generales. Ezek az említett kocsi gyűlésen kihirdettettek, de valószinűleg kéziratban maradtak.